# Віллі Джонстон
Віллі Джонстон (англ. Willie Johnston; нар. 19 грудня 1946, Глазго) — шотландський футболіст, що грав на позиції півзахисника.
Виступав, зокрема, за клуби «Рейнджерс» та «Вест-Бромвіч Альбіон», а також національну збірну Шотландії, у складі якої був учасником чемпіонату світу 1978 року.

## Клубна кар'єра
Вихованець клубу «Рейнджерс». 29 серпня 1964 року дебютував за основну команду в матчі Кубка шотландської ліги проти «Сент-Джонстона». Через два місяці, після травми основного лівого півзахисника клубу Дейві Вілсона, Джонстон вийшов на поле в фінальному матчі цього змагання та здобув свій перший трофей після перемоги 2:1 в дербі «Олд Фірм» над «Селтіком». Тоді ж Віллі потоваришував з ключовим півзахисником клубу Джимом Бакстером, з яким в подальшому створив результативну взаємодію у центрі поля.
У наступному сезоні «Рейнджерс» і «Селтік» обмінялись перемогами у фіналах кубків — «Селтік» здобув реванш у Кубку ліги, а «Рейнджерс» виграв Кубок Шотландії, при цьому Джонстон зіграв в обох матчах дербі, а перемога в національному кубку дозволила команді зіграти у Кубку володарів кубків, де шотландці дійшли до фіналу, в якому зіграв і Джонстон, але перемогу здобула в додатковий час західнонімецька «Баварія».
За наступні три сезони особистий результат Джонстона мав вражаючі 65 м'ячі у 137 іграх, втім результати клубу були незначними, команда виграла лише незначний Кубок Глазго, оскільки їх головні суперники «Селтік» почали період домінування в той час, зокрема розгромивши «Рейнджерс» (4:0) в фіналі Кубка Шотландії 1969 року. Також невдалими були результати і у стрімко втрачаючому популярність Кубку ярмарків, де шотландці двічі вилітали від майбутніх тріумфаторів турніру — від «Лідс Юнайтед» в 1968 році і «Ньюкасл Юнайтед» в 1969 році.
Домінування «Селтіка» тривало і в 1970-х, через що Джонстон так і не виграв з клубом чемпіонат Шотландії. У жовтні 1970 року клубу все ж вдалося обіграти «Селтік» у фіналі Кубка шотландської ліги, але вже на початку січня наступного року внаслідок трагедії на «Айброкс» загинуло 66 вболівальників клубу на стадіоні. Останнім трофеєм для Віллі з клубом став Кубок володарів кубків 1972 року, у фіналі якого Джонстон, що грав другого форварда у парі з Коліном Стейном, зробив дубль у ворота московського «Динамо» (3:2), який і приніс трофей шотландцям.
У грудні 1972 року Джонстон за рекордну суму в 138 000 фунтів стерлінгів перейшов у англійський «Вест-Бромвіч Альбіон» і того ж місяця дебютував за клуб у матчі проти «Ліверпуля». Втім вже за підсумками сезону 1972/73 клуб вилетів з Першого дивізіону і повернувся туди лише 1976 року. Після цього Джонстон відіграв за клуб з Вест-Бромвіча ще три сезони своєї ігрової кар'єри у вищому англійському дивізіоні. Граючи в Англії, Джонстон зарекомендував себе як дуже агресивного гравця, який за кар'єру вилучався понад 20 разів. Втім у 2004 році Джонстон був названий одним із 16 найкращих гравців «Вест Бромвіч Альбіону» в опитуванні, організованому в рамках святкування 125-річчя клубу.
1979 року шотландець перейшов у канадський «Ванкувер Вайткепс», де став одним з лідерів команди у чемпіонському сезоні NASL 1979 року, коли ванкуверці разом з чемпіоном світу англійцем Аланом Боллом перемогли «Нью-Йорк Космос» у півфіналі, а потім «Тампа-Бей Роудіс» (2:1) в матч за Соккер Боул. Також недовго в період перерви NASL грав за англійський «Бірмінгем Сіті».
1980 року Джонстон повернувся в «Рейнджерс», втім найбільш відомим став через скандальний інцидент, коли 3 вересня 1980 року в матчі проти «Абердіна» завдав серйозної травми гравцю суперника Джону Макмастеру, якому довелось робити штучне дихання. Цей епізод спричинив появу дербі між «Абердіном» і «Рейнджерсом». В 1981 році Джонстон став з командою володарем Кубка Шотландії, хоча він лише зіграв у одному матчі на турнірі. Цей трофей став останнім досягненням Віллі на професійному рівні. Загалом Джонстон провів 404 матчі у всіх змаганнях за «Рейнджерс», забивши 131 гол.
З 1982 року, після нетривалих виступів за «Ванкувер Вайткепс», перейшов у «Гарт оф Мідлотіан», з якого здавався в оренду в гонконзький «Саут Чайна», а закінчив кар'єру 1985 року у клубі «Іст Файф».

## Виступи за збірну
13 жовтня 1965 року, у віці всього 18 років, дебютував в офіційних матчах у складі національної збірної Шотландії у відбірковому матчі на чемпіонат світу 1966 року проти Польщі (1:2). В подальшому стабільно залучався др матчів збірної до 1970 року, але команда не виходила на великі турніри.
1977 року, після тривалої перерви, Джонстон знову зіграв за збірну і наступного року поїхав на чемпіонат світу 1978 року в Аргентині. 3 червня 1978 року зіграв у першому матчі групового етапу проти Перу, після якого не пройшов тест на допінг та достроково був відправлений додому і в подальшому до збірної не залучався. Всього протягом кар'єри у національній команді провів у формі головної команди країни 22 матчі.

## Титули і досягнення
- Володар Кубка Шотландії (2):

«Рейнджерс»: 1965-66, 1980-81
- Переможець Північноамериканської футбольної ліги (1):

«Ванкувер Вайткепс»: 1979
- Володар Кубка Кубків УЄФА (1):

«Рейнджерс»: 1971–72